# Natação nos Jogos Olímpicos de Verão de 2020 - 100 m peito feminino
A competição dos 100 m peito feminino da natação nos Jogos Olímpicos de Verão de 2020 foi disputada entre 25 e 27 de julho de 2021 no Centro Aquático, em Tóquio. Um total de 45 nadadoras de 38 Comitês Olímpicos Nacionais (CON) participaram do evento.

## Qualificação
O tempo de qualificação olímpica ao evento foi de 1min07s07. Até duas nadadoras por Comitê Olímpico Nacional (CON) poderiam se qualificar automaticamente nadando naquele tempo em um evento de qualificação aprovado. Por sua vez, o tempo de seleção olímpica foi de 1min09s08. Até uma nadadora por CON estaria elegível para a qualificação com esse tempo com sua entrada classificada em um ranking até que o número de participantes fosse atingido. CONs sem uma nadadora qualificada em qualquer evento poderiam obter seus lugares através das vagas de universalidade.

## Formato
A competição consiste em três rodadas: preliminares, semifinais e final. As nadadoras com os 16 melhores tempos nas baterias preliminares avançam as semifinais. Já as nadadoras com os 8 melhores tempos nas semifinais avançam a final. Desempates (swim-offs) são utilizados conforme necessário para quebrar os empates de avanço a próxima rodada.

## Calendário
Horário local (UTC+9)
| Data                | Horário | Fase         |
| ------------------- | ------- | ------------ |
| 25 de julho de 2021 | 19:35   | Preliminares |
| 26 de julho de 2021 | 10:50   | Semifinais   |
| 27 de julho de 2021 | 11:15   | Final        |

## Medalhistas
| Ouro   | USA Lydia Jacoby        |
| Prata  | RSA Tatjana Schoenmaker |
| Bronze | USA Lilly King          |

## Recordes
Antes desta competição, os recordes mundiais e olímpicos da prova eram os seguintes:
| Tipo | Atleta     | Tempo   | Local          | Data                |
| ---- | ---------- | ------- | -------------- | ------------------- |
|      | Lilly King | 1:04.13 | Budapeste      | 25 de julho de 2017 |
|      | Lilly King | 1:04.93 | Rio de Janeiro | 8 de agosto de 2016 |

Os seguintes recordes mundiais e/ou olímpicos foram estabelecidos durante esta competição:
| Data                | Evento       | Atleta                  | Tempo   | Notas            |
| ------------------- | ------------ | ----------------------- | ------- | ---------------- |
| 25 de julho de 2021 | Preliminares | RSA Tatjana Schoenmaker | 1:04.82 | Recorde olímpico |

## Resultados

### Preliminares
As nadadoras com as 16 primeiras colocações, independente da bateria, avançam as semifinais.
| Pos. | Bateria | Raia | Nadadora                | CON                                 | Tempo   | Notas            |
| ---- | ------- | ---- | ----------------------- | ----------------------------------- | ------- | ---------------- |
| 1    | 5       | 5    | Tatjana Schoenmaker     | RSA África do Sul                   | 1:04.82 | Q,               |
| 2    | 5       | 4    | Lydia Jacoby            | USA Estados Unidos                  | 1:05.52 | Q                |
| 3    | 6       | 4    | Lilly King              | USA Estados Unidos                  | 1:05.55 | Q                |
| 4    | 6       | 5    | Sophie Hansson          | SWE Suécia                          | 1:05.66 | Q,               |
| 5    | 6       | 3    | Martina Carraro         | ITA Itália                          | 1:05.85 | Q                |
| 6    | 6       | 6    | Evgeniia Chikunova      | ROC                                 | 1:06.16 | Q                |
| 7    | 6       | 8    | Ida Hulkko              | FIN Finlândia                       | 1:06.19 | Q,               |
| 8    | 4       | 4    | Yuliya Yefimova         | ROC                                 | 1:06.21 | Q                |
| 9    | 5       | 6    | Mona McSharry           | IRL Irlanda                         | 1:06.39 | Q                |
| 10   | 4       | 3    | Tang Qianting           | CHN China                           | 1:06.47 | Q                |
| 11   | 6       | 2    | Sarah Vasey             | GBR Grã-Bretanha                    | 1:06.61 | Q                |
| 12   | 5       | 3    | Chelsea Hodges          | AUS Austrália                       | 1:06.70 | Q                |
| 13   | 5       | 7    | Lisa Mamié              | SUI Suíça                           | 1:06.76 | Q                |
| 14   | 5       | 2    | Eneli Jefimova          | EST Estônia                         | 1:06.79 | Q                |
| 15   | 3       | 1    | Kotryna Teterevkova     | LTU Lituânia                        | 1:06.82 | Q                |
| 16   | 3       | 2    | Anna Elendt             | GER Alemanha                        | 1:06.96 | Q                |
| 17   | 4       | 2    | Kanako Watanabe         | JPN Japão                           | 1:07.01 |                  |
| 18   | 5       | 1    | Jessica Vall            | ESP Espanha                         | 1:07.07 |                  |
| 19   | 4       | 6    | Reona Aoki              | JPN Japão                           | 1:07.29 |                  |
| 20   | 4       | 1    | Jessica Hansen          | AUS Austrália                       | 1:07.50 |                  |
| 21   | 4       | 7    | Alina Zmushka           | BLR Bielorrússia                    | 1:07.58 |                  |
| 22   | 3       | 6    | Alia Atkinson           | JAM Jamaica                         | 1:07.70 |                  |
| 23   | 4       | 8    | Kelsey Wog              | CAN Canadá                          | 1:07.73 |                  |
| 24   | 6       | 7    | Kierra Smith            | CAN Canadá                          | 1:07.87 |                  |
| 25   | 3       | 4    | Tes Schouten            | NED Países Baixos                   | 1:07.89 |                  |
| 26   | 3       | 5    | Fanny Lecluyse          | BEL Bélgica                         | 1:07.93 |                  |
| 27   | 6       | 1    | Emelie Fast             | SWE Suécia                          | 1:07.98 |                  |
| 28   | 2       | 3    | Andrea Podmaníková      | SVK Eslováquia                      | 1:08.36 | Recorde nacional |
| 29   | 2       | 5    | Phee Jinq En            | MAS Malásia                         | 1:08.40 | Recorde nacional |
| 30   | 3       | 7    | Melissa Rodríguez       | MEX México                          | 1:08.76 |                  |
| 31   | 3       | 3    | Julia Sebastián         | ARG Argentina                       | 1:09.35 |                  |
| 32   | 2       | 7    | Tilali Scanlan          | ASA Samoa Americana                 | 1:10.01 |                  |
| 33   | 2       | 4    | Ema Rajić               | CRO Croácia                         | 1:10.02 |                  |
| 34   | 3       | 8    | Diana Petkova           | BUL Bulgária                        | 1:10.61 |                  |
| 35   | 2       | 6    | Emily Santos            | PAN Panamá                          | 1:12.10 |                  |
| 36   | 2       | 8    | Kirsten Fisher-Marsters | COK Ilhas Cook                      | 1:13.98 |                  |
| 37   | 1       | 3    | Emilie Grand'Pierre     | HAI Haiti                           | 1:14.82 | Recorde nacional |
| 38   | 2       | 2    | Alicia Kok Shun         | MRI Maurício                        | 1:15.42 |                  |
| 39   | 1       | 5    | Darya Semyonova         | TKM Turcomenistão                   | 1:16.37 |                  |
| 40   | 1       | 4    | Jayla Pina              | CPV Cabo Verde                      | 1:16.96 |                  |
| 41   | 1       | 2    | Taeyanna Adams          | FSM Estados Federados da Micronésia | 1:25.36 |                  |
| 42   | 1       | 7    | Nooran Ba-Matraf        | YEM Iêmen                           | 1:27.79 |                  |
| 43   | 1       | 6    | Aishath Sajina          | MDV Maldivas                        | 1:33.59 |                  |
| 44   | 2       | 1    | Claudia Verdino         | MON Mônaco                          | DSQ     |                  |
| 44   | 4       | 5    | Benedetta Pilato        | ITA Itália                          | DSQ     |                  |
| 44   | 1       | 1    | Mariama Touré           | GUI Guiné                           | DNS     |                  |
| 44   | 5       | 8    | Anastasia Gorbenko      | ISR Israel                          | DNS     |                  |

### Semifinais
As nadadoras com as 8 primeiras colocações, independente da bateria, avançam a final.
| Pos. | Bateria | Raia | Nadadora            | CON                | Tempo   | Notas |
| ---- | ------- | ---- | ------------------- | ------------------ | ------- | ----- |
| 1    | 2       | 4    | Tatjana Schoenmaker | RSA África do Sul  | 1:05.07 | Q     |
| 2    | 2       | 5    | Lilly King          | USA Estados Unidos | 1:05.40 | Q     |
| 3    | 1       | 4    | Lydia Jacoby        | USA Estados Unidos | 1:05.72 | Q     |
| 4    | 1       | 5    | Sophie Hansson      | SWE Suécia         | 1:05.81 | Q     |
| 5    | 1       | 6    | Yuliya Yefimova     | ROC                | 1:06.34 | Q     |
| 6    | 1       | 3    | Evgeniia Chikunova  | ROC                | 1:06.47 | Q     |
| 7    | 2       | 3    | Martina Carraro     | ITA Itália         | 1:06.50 | Q     |
| 8    | 2       | 2    | Mona McSharry       | IRL Irlanda        | 1:06.59 | Q     |
| 9    | 1       | 7    | Chelsea Hodges      | AUS Austrália      | 1:06.60 |       |
| 10   | 1       | 2    | Tang Qianting       | CHN China          | 1:06.63 |       |
| 11   | 2       | 7    | Sarah Vasey         | GBR Grã-Bretanha   | 1:06.87 |       |
| 12   | 2       | 6    | Ida Hulkko          | FIN Finlândia      | 1:07.02 |       |
| 13   | 1       | 8    | Anna Elendt         | GER Alemanha       | 1:07.31 |       |
| 14   | 2       | 8    | Kotryna Teterevkova | LTU Lituânia       | 1:07.39 |       |
| 15   | 2       | 1    | Lisa Mamié          | SUI Suíça          | 1:07.41 |       |
| 16   | 1       | 1    | Eneli Jefimova      | EST Estônia        | 1:07.58 |       |

### Final
As três nadadoras mais rápidas na final conquistaram as medalhas.
| Pos. | Raia | Nadadora            | CON                | Tempo   | Notas |
| ---- | ---- | ------------------- | ------------------ | ------- | ----- |
| 01 ! | 3    | Lydia Jacoby        | USA Estados Unidos | 1:04.95 |       |
| 02 ! | 4    | Tatjana Schoenmaker | RSA África do Sul  | 1:05.22 |       |
| 03 ! | 5    | Lilly King          | USA Estados Unidos | 1:05.54 |       |
| 4    | 7    | Evgeniia Chikunova  | ROC                | 1:05.90 |       |
| 5    | 2    | Yuliya Yefimova     | ROC                | 1:06.02 |       |
| 6    | 6    | Sophie Hansson      | SWE Suécia         | 1:06.07 |       |
| 7    | 1    | Martina Carraro     | ITA Itália         | 1:06.19 |       |
| 8    | 8    | Mona McSharry       | IRL Irlanda        | 1:06.94 |       |

Legenda
| Recorde mundial      | Recorde mundial (World record)               |                       | Recorde africano                      | Recorde africano (African) |                                           | Q | Classificado por posição (Qualified) |
| Recorde olímpico     | Recorde olímpico (Olympic record)            | Recorde da América    | Recorde da América (Americas)         | q                          | Classificado por melhor tempo (Qualified) |   |                                      |
| Melhor marca do ano  | Melhor marca do ano (World leading)          | Recorde asiático      | Recorde asiático (Asian)              | DNS                        | Não largou (Did not start)                |   |                                      |
| Recorde nacional     | Recorde nacional (National record)           | Recorde europeu       | Recorde europeu (European)            | DNF                        | Não terminou (Did not finish)             |   |                                      |
| Recorde pessoal      | Recorde pessoal do atleta (Personal best)    | Recorde da Oceania    | Recorde da Oceania (Oceania)          | DSQ / DQ                   | Desclassificado (Disqualified)            |   |                                      |
| Recorde da temporada | Recorde da temporada do atleta (Season best) | Recorde sul-americano | Recorde sul-americano (South America) | NM                         | Sem marca (No mark)                       |   |                                      |